# André Jullien du Breuil
Pour les articles homonymes, voir André Jullien, Jullien et du Breuil.
André Jullien, dit du Breuil, né le 27 février 1903 à Amiens et mort le 1er août 1944 à Sassenage, est un romancier et poète français.

## Biographie
Homme de lettres dont on connait un roman, Imprudence, publié en 1928. Le style en est vif et épuré, la langue d'une grande élégance. On lui doit également deux recueils de poésies.
La revue Des Poèmes a publié certaines de ses poésies, au moins dans les cahiers 1 et 2, vraisemblablement en avril et juillet 1924.
Un ancien prix littéraire a été créé à son nom en 1948. C'était un prix quinquennal.
Lieutenant et résistant pendant la Seconde Guerre mondiale, il fut tué par les Allemands lors d'une embuscade au Pont Charvet (Vercors), le 1er août 1944.
Il est inhumé au cimetière de Moucherotte (Vercors) et son nom est mentionné au Panthéon de Paris dans la liste des écrivains morts au champ d'honneur.